# Злобины (дворянство)
Злобины — русские дворянские роды.
В 1573 году опричниками Ивана Грозного числились Нечай и Смердюга Иванович Злобины.
При подаче документов 23 мая 1686 года, для внесения рода в Бархатную книгу, была предоставлена родословная роспись Злобиных.

## Происхождение и история родов
Один из них происходит от князя Ивана Муромского (брата святого князя Петра), сын которого Иван имел прозвание Злоба.
Другой род Злобиных восходит к началу XVII века и внесён в VI часть родословной книги Рязанской губернии.
Третий род — потомки Василия Злобина. Его сын, Константин (1771—1813) — литератор, коллежский советник, а внук, Константин Константинович (1814—1878) — директор архивов государственных и министерства иностранных дел. Этот род Злобиных внесён в III часть родословной книги Саратовской губернии.
Есть ещё 2 рода Злобиных, более позднего происхождения.

## Описание герба
В лазуревом щите девять серебряных лапчатых крестов — по три в ряд.
На щите дворянский коронованный шлем. Нашлемник: рука в серебряных латах держит серебряный с золотой рукояткой меч. Намёт на щите лазуревый, подложенный серебром. Девиз «БОГУ, ЦАРЮ, РОДИНЕ» серебряными буквами на лазуревой ленте.

## Известные представители
- Злобин Иван Хрисанфев — городской дворянин Нижнего-Новгорода (1629).
- Злобин Владимир Фёдорович — московский дворянин (1627—1640).
- Злобин Иван Иванович — стряпчий (1658—1668).
- Злобин Фёдор — дьяк (1676—1677).
- Злобин Иван Иванисов — стряпчий (1676), стольник (1676—1692)[5].
- Иван Иванович Злобин (†1759) был управителем Верхоленского острога Иркутской губернии. Его потомство проживало в Сибири.